# Bye Bye Blackbird (Keith-Jarrett-Album)
Bye Bye Blackbird ist ein Jazzalbum von Keith Jarrett, Gary Peacock und Jack DeJohnette, das am 12. Oktober 1991 im New Yorker Power Station Studio aufgenommen und 1993 bei ECM Records veröffentlicht wurde.

## Hintergrund
Zwei Wochen nach dem Tod von Miles Davis spielte Keith Jarrett mit seinem Standards-Trio das ihm gewidmete Album Bye Bye Blackbird ein. Über ein Jahr zuvor war in New York der Livemitschnitt The Cure entstanden. Alle drei Musiker hatten im Laufe ihrer Karriere mit dem Trompeter zusammengearbeitet: Gary Peacock spielte von 1964 bis 1967 sporadisch als Ersatzmann von Ron Carter im Miles Davis Quintet, ohne jedoch mit Davis aufzunehmen. Jack DeJohnette stieß 1969 für die Bitches Brew-Aufnahmen zu dessen damaliger Band und war danach noch an einer Reihe weiterer wichtiger Alben beteiligt, wie Black Beauty, Miles Davis at Fillmore, Live/Evil und Big Fun. An den Aufnahmen für Miles Davis at Fillmore und Live/Evil wirkte auch der junge Keith Jarrett mit. „Es war vielleicht das apokalyptische Tosen der Fillmore-Band, das Jarrett – der sich schon seit langem ausschließlich akustischer Musik widmet – im Hinterkopf hatte, als er in den Liner Notes zu Bye Bye Blackbird schrieb: Es war vollkommen egal, wieviel ‚Krach‘ ihn umgab, Miles selbst stand immer für Stille, die von ihm gespielten Töne besaßen stets eine ganz eigene Reinheit. (…) Miles bewies die Impotenz der ‚Techniker‘ und die Macht des reinen Verlangens.“
Nachdem die Musiker erfahren hatten, dass Miles Davis am 28. September 1991 gestorben war, verabredeten sie sich im New Yorker Studio „Power Station“, um dort in Erinnerung an ihren ehemaligen Arbeitgeber einige Titel einzuspielen, die in Verbindung mit dessen Karriere standen. „Das geschah im Oktober 1991, zwei Wochen nach Miles’ Tod. Da ihnen jedoch schon da klar war, dass der Markt binnen kurzem mit Miles-Tributen – sowohl ehrlichen als auch opportunistischen – überschwemmt werden würde, einigten sich Jarrett und ECM darauf, die Aufnahmen so lange zurückzuhalten, bis sich der Staub, den Miles’ Tod aufgewirbelt hatte, ein wenig gelegt haben würde. Die emotionale Qualität der Musik würde ja erhalten bleiben.“ Bei der Auswahl der Titel konzentrierte man sich auf Miles Davis’ Musik der späten 1950er bis frühen 1960er Jahre.
Das Titelstück des Albums Bye Bye Blackbird nahm der Trompeter erstmals 1956 für das Album ’Round About Midnight auf, den von Thelonious Monk stammenden Titel Straight No Chaser 1958; er erschien später auf dem Mitschnitt Miles at Newport. Den Standard I Thought About You eignete er sich 1961 für Someday My Prince Will Come an, Summer Night 1963 für Quiet Nights und You Won’t Forget Me spielte Miles Davis als Gastmusiker 1990 für das Shirley-Horn-Album selben Namens. Lediglich Oliver Nelsons Butch and Butch wurde nie von Miles Davis aufgenommen; er fand sich auf Nelsons Album The Blues and the Abstract Truth von 1961.

## Titelliste

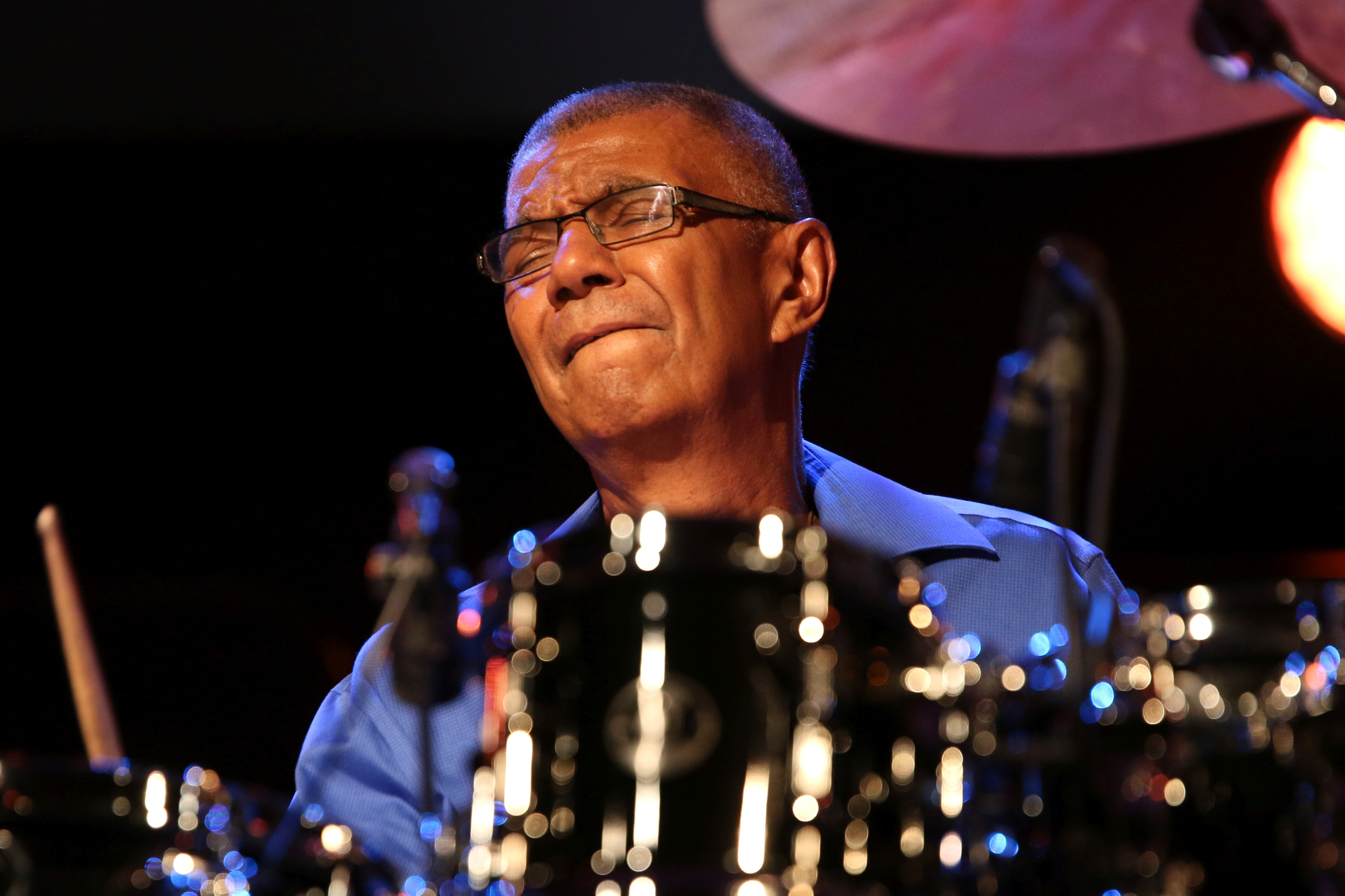
Jack DeJohnette bei einem Auftritt auf dem Deutschen Jazzfestival 2015.

- Keith Jarrett Trio: Bye Bye Blackbird (ECM 1467)[3]

1. Bye Bye Blackbird (Ray Henderson / Mort Dixon) – 11:14
2. You Wont Forget Me (Fred Spielmann / Kermit Goell) – 10:47
3. Butch and Butch (Oliver Nelson) – 6:37
4. Summer Night (Harry Warren / Al Dubin) – 6:43
5. For Miles (Keith Jarrett / Gary Peacock / Jack DeJohnette) – 18:44
6. Straight No Chaser (Thelonious Monk) – 6:48
7. I Thought About You (Jimmy Van Heusen / Johnny Mercer) – 4:03
8. Blackbird, Bye Bye (Keith Jarrett / Gary Peacock / Jack DeJohnette) – 3:00

## Cover
Das Coverfoto stammt von der Fotografin Catherine Bichonniere.

## Rezeption
Die Kritiker Richard Cook und Brian Morton lobten in The Penguin Guide to Jazz, Bye Bye Blackbird sei ein exzellentes Album; „die Materialauswahl ist erfrischend unauffällig und makellos gespielt“. Die beiden Originalkompositionen üerden so intensiv gefühlt wie alles, was Jarrett in den letzten Jahren getan hat, und die Abstraktionsebene sei wohl kalkuliert und unaufdringlich.

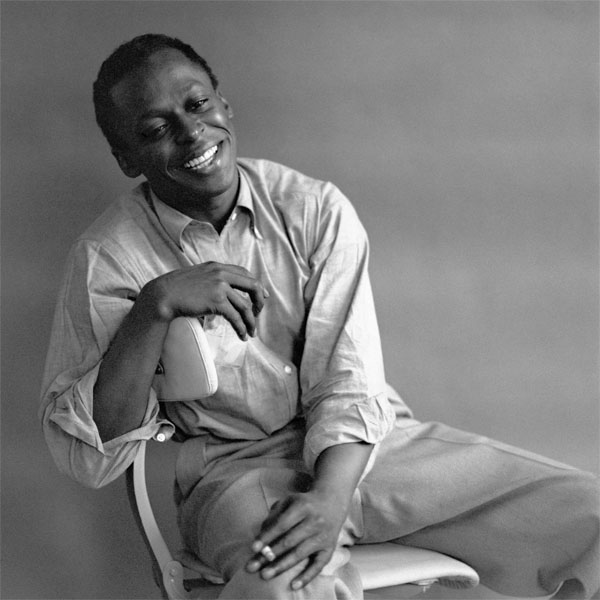
Davis Mitte der 1950er Jahre

Jazz Echo schrieb: „All diese Nummern und die Improvisation ‚For Miles‘ vermitteln etwas von dem Geist jener Ära, und Jarrett genießt es unüberhörbar Wynton Kelly und Red Garland in seinem eigenen Spiel zu zitieren. Selbst der Klang dieses neuen Albums wurde, auf Jarretts nachdrücklichen Wunsch, auf die Ästhetik der frühen 60er Jahre geeicht: Anders als die übrigen ECM-Einspielungen Jarretts, die weitaus ‚geräumiger‘ sind, klingt diese Aufnahme, als wäre sie in einem kleinen beengten Jazzclub mitgeschnitten worden. Die Musiker bemühen sich, den von Miles gesetzten Standards und seiner Fähigkeit, zur nicht weiter reduzierbaren Essenz der Musik vorzustoßen, gerecht zu werden: ‚Miles war ein Medium, ein Transformator, ein Prüfstein, ein magnetisches Feld: der authentische Minimalist (der, obwohl er so wenige Noten spielte, so viel in diesen wenigen Noten mitteilte).‘“
Richard S. Ginell vergab an das Album in AllMusic 4½ (von 5) Sternen und hob hervor, „die einsame Figur im Schatten mit einem Horn auf dem Cover kontrastiert mit dem freudigen Geist vieler der Tracks auf dieser CD. Dennoch gibt es immer noch eine gespenstische Präsenz“, Jarretts Auswahl an Noten sei hier oft gezielter als gewöhnlich. „Es gibt Symmetrie in der Organisation des Albums, mit der Eröffnung von ‚Bye Bye Blackbird‘ und dem gleichermaßen unbeschwerten ‚Blackbird, Bye Bye‘ des Trios, mit dem das Album schließt.“ Das Herzstück der CD sei die 18 Minuten andauernde Gruppenimprovisation ‚For Miles‘, die nach einigen DeJohnette-Stößen zu einem Grollen wird, was manchmal an Miles Davis’ eigene Elegie für Duke Ellington erinnere, nämlich ‚He Loved Him Madly‘ auf Get Up with It. „Als unmittelbare Reaktion auf ein traumatisches Ereignis“, resümiert der Autor, „finden Jarrett und seine Kollegen die richtige emotionale Balance, um eines ihrer aussagekräftigsten Alben zu erschaffen.“
Auch für Steve Wyzard zählt die Improvisation For Miles „… zu den Highlights, … mit einer absolut erstaunlichen Percussion-Performance von Jack DeJohnette, und eine der besten Balladen, die diese Gruppe je aufgenommen hat: ‚You Won’t Forget Me‘. Nach 10:42 Uhr voller Ehrfurcht erregender Schwere wird jedoch ein großer Anschlussfehler begangen, indem das hartnäckige ‚Butch and Butch‘ verfolgt wird: Das Nebeneinander der beiden ist einfach zu hart.“ Ansonsten sei dieses Album den Fans der Interpreten wärmstens zu empfehlen.
Das Fachblatt Entertainment Weekly meinte, mit Bye Bye Blackbird spülte das Trio eher einen eher moschusartigen als einen traurigen Late-Night-Träumer für einen verstorbenen Meister auf.